# Хронологія російського вторгнення в Україну (грудень 2024)
Ця стаття є частиною хронології повномасштабного російського вторгнення в Україну з 24 лютого 2022 року, яка є частиною хронології російської збройної агресії проти України з 2014 року.
Про події попереднього місяця — див. у статті Хронологія російського вторгнення в Україну (листопад 2024).

## Підсумки листопада 2024 року
У листопаді війська РФ зазнали найбільших безповоротних і санітарних втрат в особовому складі з початку широкомасштабного вторгнення в Україну. Вони сягнули 45 720 військовослужбовців. За оцінками Американського Інституту вивчення війни (ISW), ЗС РФ протягом осені у ході наступів втратив 126 тисяч солдатів або понад 50 солдатів за 1 км2 захопленої території.

## 1-10 грудня

### 1 грудня
За даними ISW, українські війська просунулися у Курській області, ЗС РФ — під Покровськом і Гуляйполем. МО РФ заявило, що російські війська захопили Петрівку на південь від Покровська. За даними Інституту, захоплення села відбулося 27 листопада 2024 року. Вночі росіяни атакували 78-ма ударними БпЛА, з яких вдалося збити 32. Дрони запускалися із напрямків Курськ, Орел, Брянськ.
ЗС РФ атакували безпілотниками громадський транспорт у Дніпровському районі Херсона, троє людей загинули, семеро зазнали поранень.
Новообрана Верховна представниця ЄС із закордонних справ і політики безпеки Кая Каллас під час візиту до Києва оголосила, що ЄС поставив Україні 1 млн артилерійських снарядів, виконавши обіцянку.

### 2 грудня

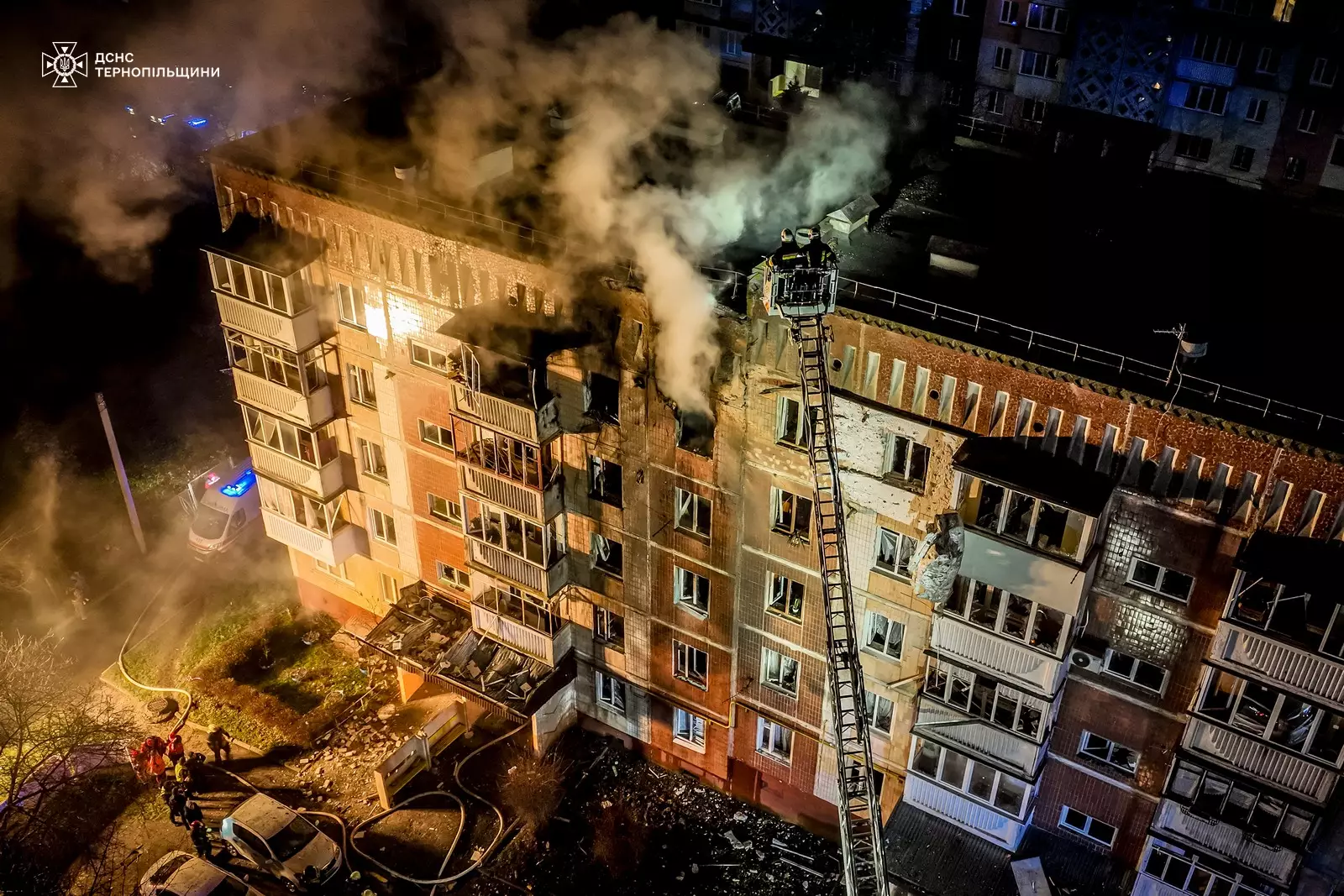
Будинок у Тернополі після удару. 2 грудня 2024

ЗСУ ліквідували 1790 росіян загарбників, РФ із початку повномасштабної війни втратила 743 тис. солдатів. Росіяни найбільше атакували на Курахівському напрямку. Вночі ЗС РФ атакували Україну 110 дронами з Курська, Орла, Міллерово та Приморсько-Ахтарська. Збито 52 дронів, ще 50 були локаційно втрачені внаслідок протидії засобів РЕБ Сил оброни. Відбулося 193 зіткнення, ворог сконцентрував зусилля на трьох напрямках на заході Донецької області.
Росіяни влучили ударним БпЛА в житловий будинок у Тернополі, одна людина загинула, 4 зазнали поранень.
Зеленський заявив, що ЗСУ не має сил самостійно повернути всі окуповані території, а Київ шукатиме дипломатичні шляхи досягнення миру. Зеленський заявив, що підтримки з боку партнерів недостатньо, і закликав НАТО запросити Київ до переговорів про членство в Альянсі.
Канцлер Німеччини Олаф Шольц прибув із неанонсованим візитом до Києва, оголосивши поставки озброєнь в Україну на 650 млн євро до кінця грудня.
Президент Зеленський анонсував нові ротації в Силах оборони та Генеральному штабі. Міністерка закордонних справ Німеччини Анналена Бербок приїхала до Пекіна попередити свого китайського колегу Ван Ї, що підтримка Пекіном військової промисловості Росії вплине на відносини.
Деякі представники адміністрації президента США Джо Байдена вважають, що Україна має знизити мобілізаційний вік з 25 до 18 років. Про це з посиланням на джерела в адміністрації повідомило видання The Washington Post.

### 3 грудня
За добу ЗС РФ втратила 1780 солдатів, 8 танків і 22 бойові броньовані машини. Вночі силами ППО України збито 22 з 28 БпЛА з напрямків Приморсько-Ахтарська, Курська, Орла та Міллерово РФ, ще 1 безпілотник локаційно втрачено, 2 вийшли у напрямку Білорусі та ТОТ. Зафіксовано кілька влучань по об'єктах критичної інфраструктури на Тернопільщині та Рівненщині.
ЗСУ відбили спробу ЗС РФ захопити плацдарм на західному березі річки Оскол поблизу села Новомлянськ за 20 км на північ від Куп'янська Харківської області. ЗСУ за підтримки артилерії та БПЛА витіснили ЗС РФ з цього плацдарму. Зокрема, бійці 8-го штурмового батальйону 10-ї окремої штурмової бригади «Едельвейс» очистили від російських військ район Новомлянська".
За даними ISW, ЗСУ просунулися у Курській області та повернули втрачені позиції під Куп'янськом. Російські війська просунулися біля Торецька, Покровська та Великої Новосілки. Крім того, російські війська, ймовірно, продовжували нести значні втрати в особовому складі та бронетехніці в листопаді 2024 року, намагаючись підтримувати інтенсивні наступальні операції на сході України.
У Бериславі внаслідок скидання вибухівки загинула 43-річна жінка. В Антонівці поранено 54-річного цивільного чоловіка.
Болгарія виділяє Україні сьомий пакет військової допомоги. Про це повідомив міністр оборони Атанас Запрянов. В пакет допомоги війдуть озброєння, техніка та боєприпаси.
Генеральний секретар НАТО Марк Рютте під час спільної заяви для преси з міністром закордонних справ України Андрієм Сибігою, наголосив на необхідності нарощувати допомогу від союзниць для України. "Сьогодні не лише США, але також Німеччина, Норвегія, Естонія, Литва та Велика Британія оголосили про доставку нових пакетів військової допомоги в Україну.
МЗС України напередодні 30-ї річниці підписання «Будапештського меморандуму про гарантії безпеки» оприлюднило заяву, в якій йдеться про те, що перед обличчям болю, спричиненого Будапештським меморандумом, Україна не прийме жодної альтернативи формальному членству України в НАТО, яке є єдиною реальною гарантією безпеки. Що гарантує і стримує подальшу російську агресію проти України та інших країн, так це членство України в Північноатлантичному альянсі. Міністерство закордонних справ України закликало США та Велику Британію, підписантів Будапештського меморандуму, Францію та Китай, які приєдналися до нього, а також усі держави-учасниці ДНЯЗ підтримати надання Україні ефективних гарантій безпеки.

### 4 грудня
За добу відбулось 168 бойових зіткнень, половина з них на Покровському та Курахівському напрямках. Українська ППО вночі ліквідувала 29 із 50 запущених Росією БпЛА. Захисники збивали ворожі дрони у 9 областях, ще 18 були втрачені локаційно.
У Куп'янську росіяни вдарили дроном по автівці ритуальної служби, внаслідок чого поранений водій. Вдень російські війська вдарили КАБом по Куп'янську, влучивши у житловий будинок, одна людина померла, 2 поранені. ЗС РФ скинули дві авіабомби «ФАБ-250» на Костянтинівку Донецької області 4 грудня, четверо людей поранені. Під час російської атаки пошкоджено будинки у Вінницькій та Чернігівській областях. Люди не постраждали.
На Лиманський відтинок фронту окупанти перекинули спецпідрозділ зі складу 16-ї бригади Головного управління розвідки російського Генштабу. Цей загін займається переважно безпілотниками та активно застосовує через річку Чорний Жеребець дрони на оптоволокні. У Запорізькій області відзначається активізація армії РФ на Роботинському напрямку, а також наступ окупантів на Времівському напрямку в районі селища Велика Новосілка.
Не менше 48 тисяч росіян, які брали участь у війні проти України, вважаються зниклими безвісти. Таку цифру озвучила під час засідання у Держдумі заступниця міністра оборони РФ Анна Цивілєва.
У Рязані атаковано авіабазу Дягілєво, у Новоросійську Краснодарського краю РФ атакований порт.

### 5 грудня
За добу ЗСУ ліквідували 1580 окупантів, з початку вторгнення РФ втратила 749 тис. військових, на фронті відбулося 170 зіткнень. Українська делегація на чолі з Єрмаком провела зустріч із представниками команди Трампа, відповідальними за політику щодо України. Зустріч відбулася у Вашингтоні за участі Майка Волтца, якого Трамп планує призначити радником з питань нацбезпеки, та Кіта Келлога — кандидата на посаду спецпредставника з питань України та Росії.
У передмісті Херсона — селищі Антонівка, внаслідок атаки дрона поранений 51-річний чоловік.
Село Новий Комар у Донецькій області було звільнено ЗСУ, тоді як російські війська заявили, що захопили село Новопустинка на південь від Покровська.
За даними ISW, Росія продовжила мати значні втрати в живій силі у західній частині Донецької області. ЗСУ просунулися у Курській та північній Харківській областях, тоді як російські війська просунулися в напрямку Торецька, Курахового та Вугледара. Крім того, за повідомленнями, російські війська все частіше вербують жінок для виконання бойових і логістичних функцій.
Sky News, посилаючись на західних чиновників, повідомив, що російські війська випускають «1,5 ракети на кожну українську ракету». Скорочення вогню російської артилерії було зумовлене «широким спектром факторів», включаючи труднощі з виробництвом і транспортуванням, а також атаками українських безпілотників на склади боєприпасів. Крім того, це змусило росіян більше покладатися на планерні бомби, застосування яких «значно зросло … на лінії фронту, що мало руйнівний ефект».
У полоні РФ перебувало шестеро державних урядовців.
Міністр фінансів Сергій Марченко підписав угоду з ЄС про створення Механізму кредитного співробітництва для України (ULCM), який дозволить використовувати доходи від заморожених активів РФ для погашення позик на суму до 45 млрд євро в межах ініціативи G7 ERA.

### 6 грудня
За добу ЗСУ ліквідували 1660 окупантів, знищено 8 танків і 46 бойових броньованих машин (ББМ). Російські війська атакували Україну 53-ма ударними БпЛА типу Shahed та безпілотниками інших типів, 32 дрони вдалося знищити, ще 16 були локаційно втрачені.
Російські окупанти продовжують просуватися на сході України, на Покровському напрямку ЗС РФ окупували Новопустинку неподалік Новотроїцького. На Курахівському напрямку — населені пункти Старі Терни, Іллінку, Новодмитрівку.
СБУ провела спецоперацію в районі Керченської бухти в ніч з 5 на 6 грудня, під час якої морські дрони Sea Baby вступили у бій з російськими літаками та гелікоптерами. Відео опублікувала СБУ. Згідно з перехопленою розмовою росіян, внаслідок бою на бортах вертольотів є вбиті, а також поранені. Самі ж вертольоти отримали значні пошкодження й потребують капітального ремонту.
Російські окупанти в вечері вдарили балістичними ракетами по Кривому Рогу, вбито 2 людини, 17 постраждалих пошкоджено 20 житлових будинків.

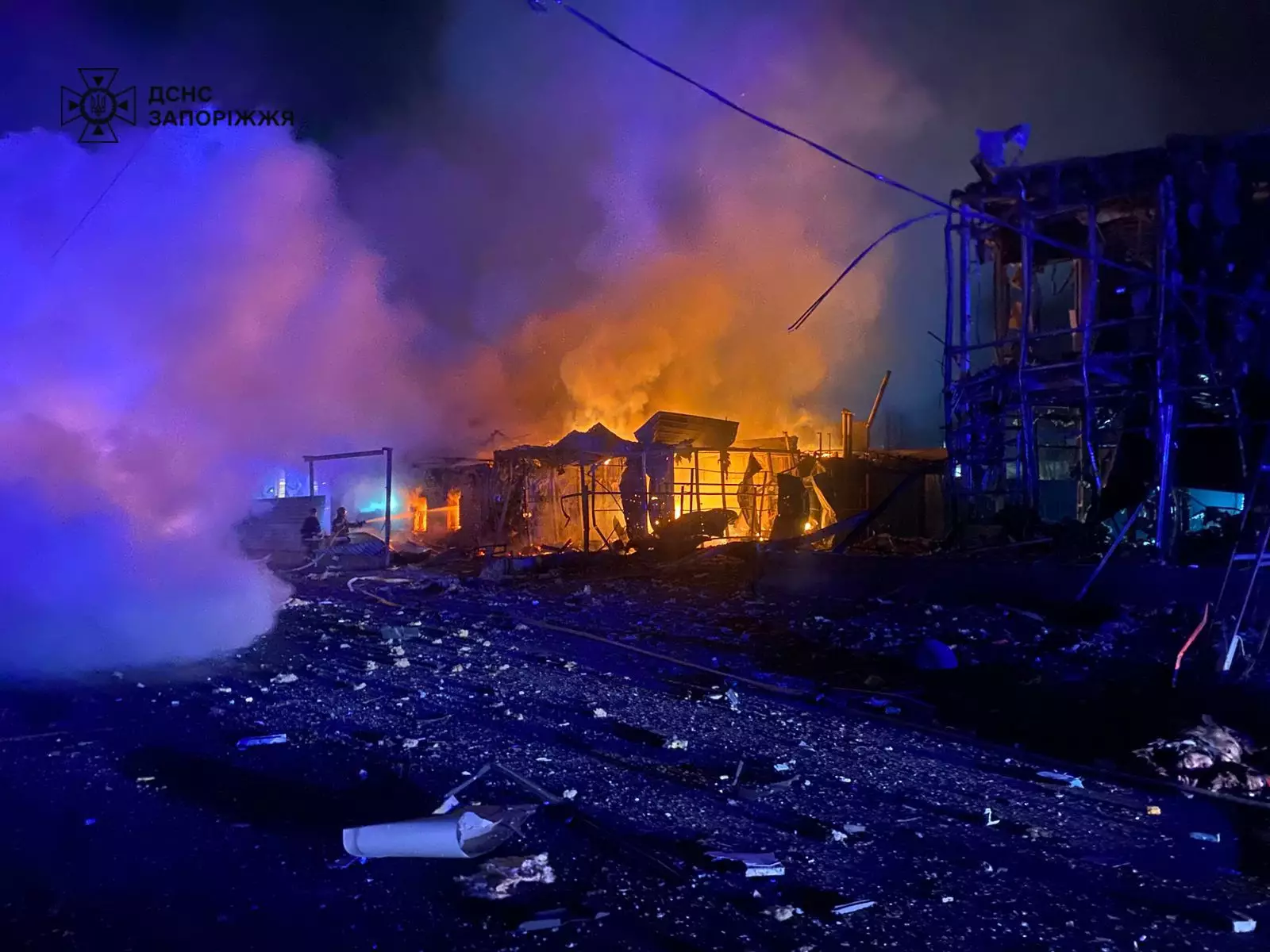
Наслідки ракетної атаки по Запоріжжю. 6 грудня 2024

Увечері було завдано ракетного удару по Запоріжжю вже 10 загиблих та 24 постраждалих. Найбільш складна ситуація була на Курахівському та Покровському напрямках. Там ворог здійснив понад 60 штурмів.
Адміністрація Байдена розробила стратегію зміцнення України, яка передбачає військову допомогу та розширення санкцій проти РФ — пише The Guardian. Радник президента США з нацбезпеки Джейк Салліван у четвер зустрічався з головою ОП Єрмаком й пообіцяв, що Сполучені Штати нададуть Україні «сотні тисяч додаткових артилерійських снарядів, тисячі ракет і сотні одиниць» бронетехніки до середини січня. США також зобов'язуються навчати українських військових за межами України. Це відбувається паралельно з майже остаточною домовленістю про надання $20 млрд кредитів, які будуть забезпечені прибутками від заморожених російських суверенних активів. Самопроголошений президент Білорусі Лукашенко попросив Путіна розмістити в Білорусі ракетний комплекс «Орєшнік».
Партизани влаштували диверсію під Москвою на залізниці, що з'єднує російську столицю з Курською областю.
Зеленський виклав відео з новим дроном-ракетою «Пекло», було повідомлено, що вона має дальність ураження 700 км та швидкість 700 км на годину. Заявлено про 5 успішних застосувань.
Швеція та Данія оголосили про розміщення великого замовлення на закупівлю БМП CV 90 моделі MKIIIC, з яких 40 машин призначені для України.
В рамках чеської ініціативи Drony Nemesis за майже рік зібрали понад 8 мільйонів євро на закупівлю FPV-дронів для українських військових. Про це у четвер розповів представники організації Skupina D, яка організувала збір коштів, повідомляє Radio Prague International. Російська нафта знову надходить до Чехії нафтопроводом «Дружба» після тимчасової перерви. Про це заявив Маріуш Внук, директор компанії Orlen Unipetrol. Чеський прем'єр-міністр Петр Фіала раніше говорив, що Чехія позбудеться залежності від російської нафти найпізніше до середини 2025 року.
Канада оголосила незаконними 324 різновиди вогнепальної зброї. В уряді переконані, що озброєння корисніше на полі бою, ніж для мисливців чи спортивних стрільців, тож його можуть передати Україні.
Загалом за добу противник завдав по позиціях українських підрозділів та населених пунктах трьох ракетних ударів із застосуванням п'яти ракет, а також 10 авіаударів, скинувши 36 КАБ. Крім цього, здійснив близько 4000 обстрілів, з них 143 — із РСЗВ.

### 7 грудня
Сили оборони України ліквідували 1300 загарбників, загальна кількість втрат РФ сягнула 751 910 військовослужбовців. Також ЗСУ знищили 2 засоби ППО противника. Українські морські безпілотники атакували російські цілі на захоплених росіянами газових платформах біля узбережжя тимчасово окупованого Криму. Окупанти просунулися поблизу Торецька і Покровська, Курахового та Вугледара.
На Харківщині в селі Качалівка від вибуху невідомого вибухонебезпечного предмета постраждав 12-річний хлопчик. ЗС РФ завдала удару по Нікополю Дніпропетровської області, пошкоджено два підприємства.
Речник легіону «Свобода Росії» Костянтин Денисов заявив, що на Запорізькому фронті піхотні штурмові групи ЗС РФ намагалися знайти слабкі місця в обороні. Сили оборони України отримали першу партію ракет-дронів «Пекло».
ЗС РФ відновили наступ на Покровськ шляхом розвороту з півдня після успішного розширення своїх проектних позицій на південь і південний схід від міста. ЗСУ просунулися у Курській області та біля Великої Новосалки, а росіяни — біля Куп'янська, Торецька та Покровська.
Україна отримала другу партію винищувачів F-16 від Данії.
США оголосили про допомогу Україні на $988 млн, яка включає боєприпаси для систем M142 HIMARS, безпілотні авіаційні системи та обладнання, компоненти та запасні частини для обслуговування, ремонту та капітального ремонту артилерійських систем, танків та бронетехніки. Цей пакет майже вдвічі скоротив наявні 2,21 мільярда доларів, що залишилися в рамках Ініціативи з підтримки безпеки України.
Новообраний президент Дональд Трамп взяв участь у відкритті собору Паризької Богоматері в Парижі, де зустрівся з президентом Франції Макроном і президентом Зеленським, вони обговорили російське вторгнення в Україну.

### 8 грудня
За добу ЗС РФ втратили 1220 солдатів, з початку повномасштабної війні РФ втратила 754 590 військових. На фронті відбулося 178 зіткнень, половина — на Покровському та Курахівському напрямках. Вночі російські війська атакували Україну 74-ма ударними БпЛА типу Shahed та безпілотниками інших типів. Підрозділами зенітних ракетних військ, РЕБ та мобільних вогневих груп Повітряних Сил та Сил оборони України збито 28 ворожих БпЛА у Київській, Харківській, Сумській, Полтавській, Черкаській, Кіровоградській, Дніпропетровській та Запорізькій областях, ще 46 ворожих безпілотників локаційно втрачено. Внаслідок дронової атаки минулої ночі на Київщині зафіксували пошкодження одного приватного житлового будинку і двох господарських будівель, влучань в об'єкти критичної або житлової інфраструктури не допущено, люди не постраждали.
73-річний чоловік загинув і ще кілька людей отримали поранення в результаті атак російських безпілотників у Херсонській області.
За даними ISW, російські війська просунулися в Курській області та в напрямку Покровська і Вугледара.
Росіяни зафіксували 17 БпЛА над територією Білгородщини, 12 — над Курщиною, шість БпЛА — над територією Воронезької області, сім БпЛА — над територією Ростовської області та чотири — над територією Астраханської області.
Зеленський прокоментував заяву Трампа, заявивши, що Україна втратила 43 тисячі оборонців, 370 тис. військових зазнали поранень.

### 9 грудня
За добу ЗС РФ втратили 1460 солдатів, 36 бойових броньованих машин і 3 артилерійські системи. За добу відбулося 175 зіткнень, найбільше атак відбито на Покровському напрямку. Уночі російські окупанти актували Україну 2 ракетами Х-59/69 та 37 ударними дронами. Збито усі ракети і 18 з 37 безпілотників, ще 18 локаційно вирачено. За добу сталося 191 бойове зіткнення, половина боїв відбулась на Покровському та Курахівському напрямках.
В окупованому Донецьку ліквідовано колишнього начальника Оленівської колонії Сергія Євсюкова, його атво було підірвано.
Голова Пентагону Ллойд Остін заявив, що Росія втратила щонайменше 700 тисяч військових вбитими і пораненими з початку вторгнення в Україну і витратила на неї $200 млрд.
В Україні продовжилися проблеми з електропостачанням. Прем'єр-міністр Денис Шмигаль повідомив, що до України надійде енергоблок з естонської Ауверської електростанції, що здатний забезпечити електроенергією 150 тис. людей. Шмигаль повідомив, що оборонна підтримка України з боку Естонії сягає майже 542 млн євро або 1,4 % ВВП країни.
За даними Міністра МВС України Ігоря Клименка, у зоні бойових дій постійно перебували 25 тисяч правоохоронців, які займаються евакуацією людей та роботою на блокпостах.
Велика Британія запровадила нові санкції проти незаконної торгівлі золотом. Британський уряд у рамках санкцій заморозив активи чотирьох осіб, які займалися контрабандою золота. Також були заморожені активи ще однієї людини, яка купила російське золото на суму понад 300 мільйонів доларів і тим самим забезпечила дохід РФ.
Уповноважена з прав людини РФ Тетяна Москалькова заявила, що Росія нібито передала Україні тіла військовополонених, що могли загинути під час падіння Іл-76 у Бєлгородській області 24 січня. У відомстві зазначили, що під час останніх репатріаційних заходів до України з Росії були передані останки загиблих. Однак вони потребують додаткової ідентифікації.
В Росії до десяти років колонії загрожує Ігорю Грабіну, який відповідав за розпорядження грошима «Корпорації розвитку Курської області». Його підозрюють у необґрунтованому витрачанні коштів, виділених на зміцнення державного кордону з Україною, держ службовця звинувачують у заволодінням 2.1 млд рублів.
Україна формувала коаліцію партнерів для створення робочої групи зі зміцнення обороноздатності та вироблення єдиної дипломатичної позиції щодо припинення війни, на грудень була запланована зустріч країн-учасниць для координації їхніх позицій.

### 10 грудня
У Росії сталася атака на військовий аеродром у Саратовській області. У Покровську через постійні російські обстріли припиняють газопостачання до будинків.

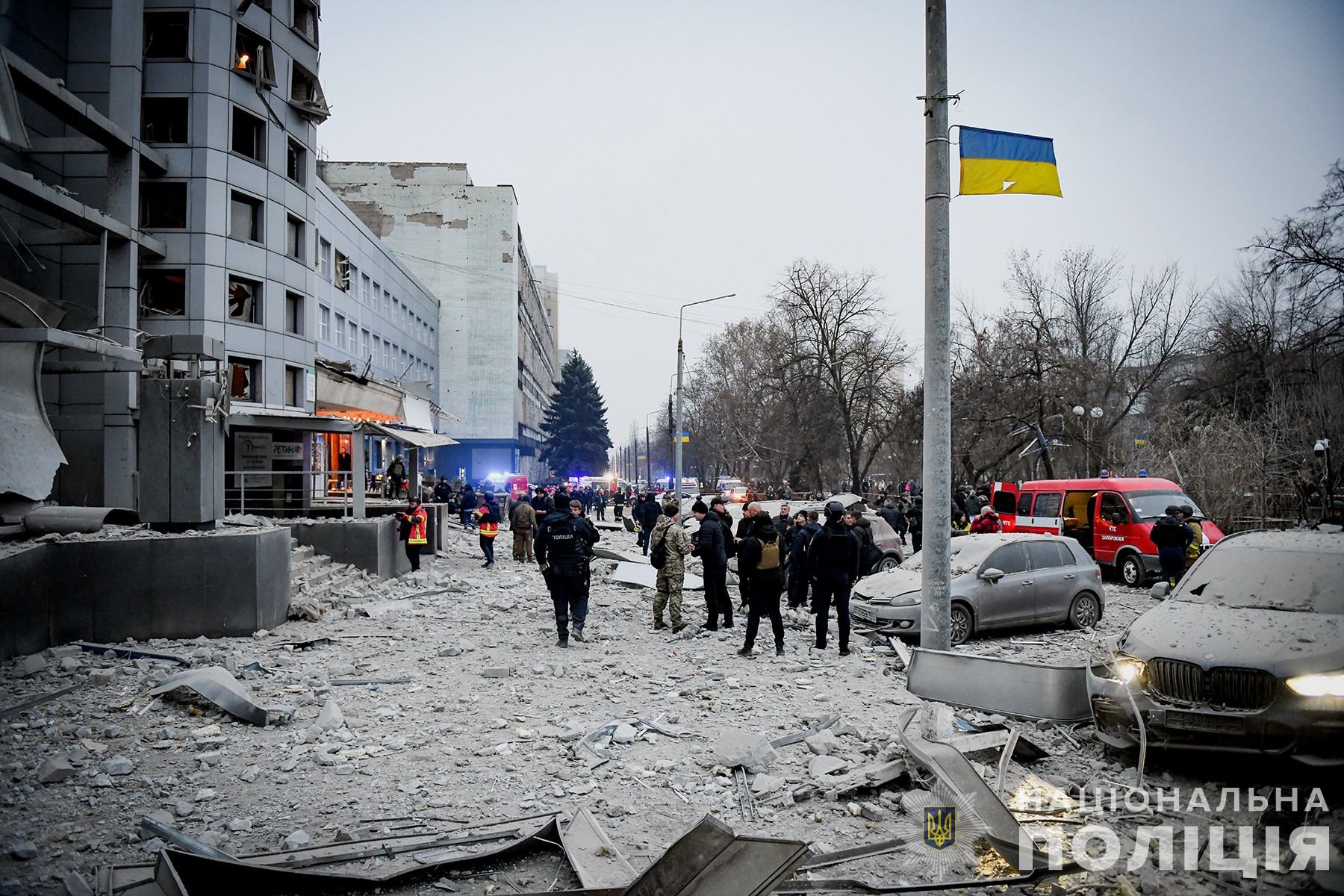
Наслідки клучання ракети по центру Запоріжжя. 10 грудня 2024

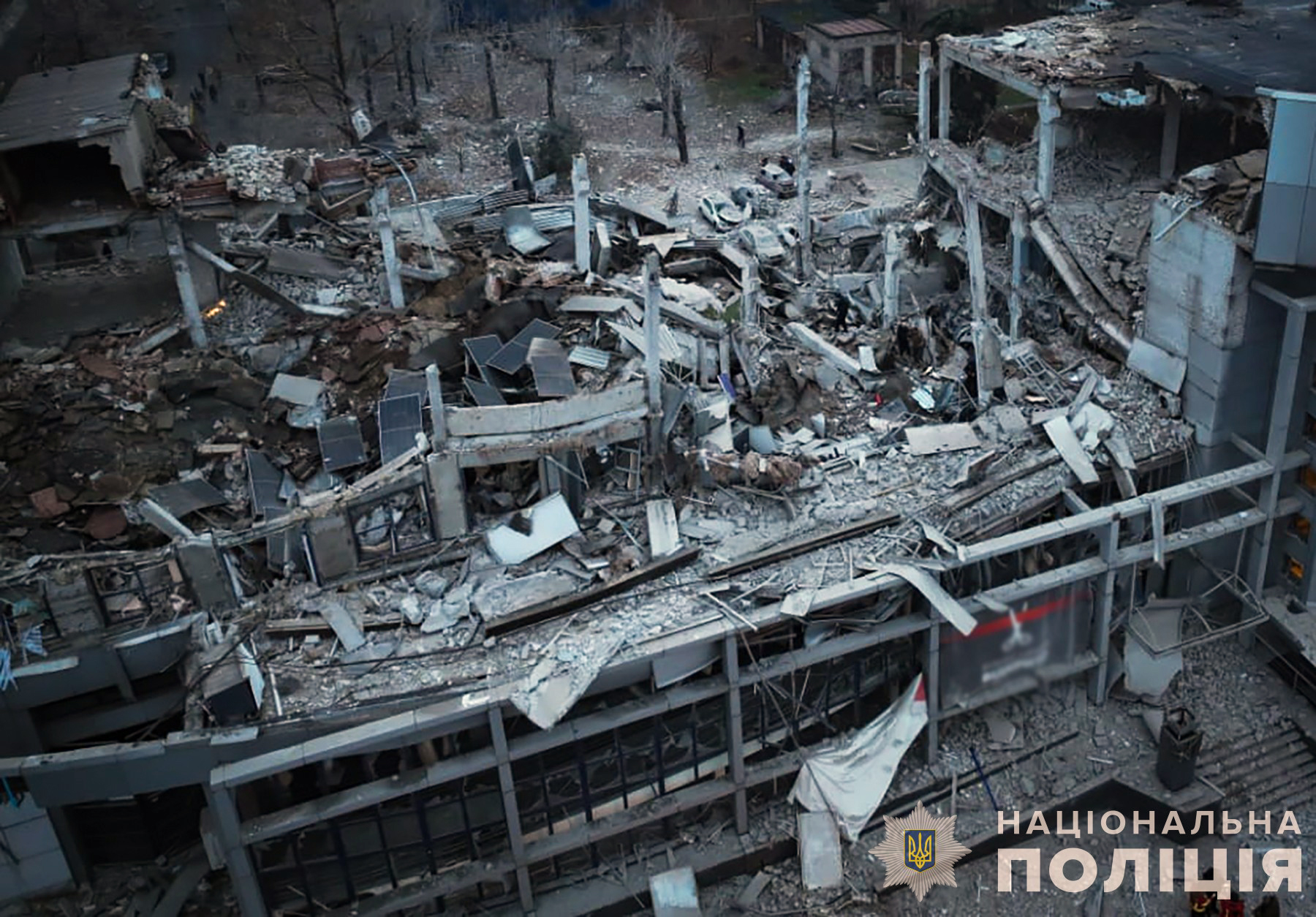
Зруйнована клініка в Запоріжжі

ЗС РФ зосередили 150 тис. військовослужбовців для наступу в трьох районах Донбасу. Понад 70 тис. зосереджено в напрямку Покровська, 35 тис. — у напрямку Курахівки і 40 тис. — у напрямку Врем'ївки. ЗС РФ інтенсивно атакували місто, використовуючи авіацію та артилерію. Після цього Курахове було взято під контроль ЗСУ, а російські розвідувальні підрозділи, що вторглися, були швидко ліквідовані. ЗС РФ просунулися в Сумській області біля прикордонного села Олександрівка, зайнявши 2 км², і досягли прогресу в Курській області.
За даними ISW, ЗСУ просунулися в напрямку Вугледара, а російські війська просунулися в Курській і Харківській областях та в напрямку Сватового, Торецька, Покровська, Курахового, Вугледара і Великої Новоселівки; російські війська повідомили, що село Новоіванівка в Курській області було відвойоване.
Внаслідок ракетної атаки на Запоріжжя по приватній лікарні загинуло 11 людей, загальна кількість постраждалих — 22. Серед поранених — дитина.
Щонайменше 11 людей поранено в результаті російського обстрілу двома ракетами «Іскандер-М» Златополя в Харківській області. Ракета впала біля банку, пошкоджено житлові будинки, будівлі, підприємства, автомобілі та адміністративні будівлі.
В окупованому Єнакієвому на Донеччині прогриміли вибухи.
Дрон влучив у службовий автомобіль МАГАТЕ, який прямував до окупованої Запорізької АЕС. Про це повідомив гендиректор агентства Рафаель Гроссі та засудив напад на своїх співробітників. У Пентагоні повідомили, що солдати КНДР перебували в Курській області в готовності вступити в бій.
Правоохоронні органи України відкрили 30 кримінальних справ щодо ймовірних розкрадань на фортифікаціях на $483 млн (20,1 млрд грн) — пише Financial Times в статті про те, що не надто якісні оборонні укріплення допомагають Росії просуватися.
Канада запроваджує санкції проти осіб, причетних до порушень Росією прав людини, що тривають з початку повномасштабного вторгнення РФ в Україну та окупації Криму. Санкції запроваджені проти дев'яти осіб, причетних до систематичного й масового застосування тортур та іншого жорстокого чи негуманного поводження щодо затриманих українців, в тому числі військовополонених та цивільних.
Державний департамент США схвалив продаж зброї Україні на $266 млн, який включає підтримку винищувачів F-16, зокрема системи планування польотів JMPS, програмне забезпечення для озброєння, запасні двигуни, запчастини та навчальні матеріали.
В Україні було успішні випробувано українську ракету «Рута», це крилата ракета чи реактивний дрон Destinus, вона може розвивати швидкість до 800 км/год.

## 11-20 грудня

### 11 грудня
За добу ЗС РФ втратили 1400 солдатів, 2 танки і 36 авто. На фронті відбулося 194 зіткнень, найбільше — на Курахівському та Покровському напрямках. Уночі в Таганрозі в Ростовській області прогриміли вибухи. Під ударом опинився Таганрозький авіаційно-науково-технічний комплекс імені Берієва. Там сталася пожежа і начебто було п'ятеро загиблих. Об'єкт знаходиться за 150 км від лінії фронту. Також унаслідок атаки БПЛА на військові об'єкти в Таганрозі на Театральній вулиці, де дислокується 5-та авіаційна група 6955-ї авіабази, поранено 40 військовослужбовців, один загинув.
Вночі українські БПЛА вдарили по нафтобазі «Транснефти» в Брянській області, згоріла заправна станція для нафтопроводу «Дружба» в селищі Свень поруч із Брянськом. За даними МО РФ, було збито 14 безпілотників. За даними ГШ ЗСУ, нафтобаза використовувалася для постачання дизпалива російським військам. Губернатор Брянської області Олександр Богомаз стверджує, що за ніч над територією регіону було знищено 10 дронів літакового типу.
За даними ISW, російські війська продовжували досягати тактичних успіхів на південь від Покровська, атакуючи слабкі місця в Україні та намагаючись здійснити розворот для безпосередньої атаки на Покровськ з півдня. Російські війська просунулися в Курській області в напрямку Торецька, Курахового та Вугледара.
Загальна допомога Україні від Німеччини становить 37 млрд євро за час повномасштабного вторгнення РФ, що найбільше серед усіх держав Європи. До кінця року Німеччина передасть Україні шосту систему ППО IRIS-T і пускові установки Patriot, підтвердив канцлер Олаф Шольц.
СБУ та Національна поліція затримали нових поплічників спецслужб РФ, які вчиняли підпали в Одеській та Миколаївській областях. Затриманих дистанційно завербували окупанти на Телеграм-каналах, де їм обіцяли «швидкі заробітки».
Попри санкції російські снайпери щороку отримують тисячі гвинтівок та мільйони набоїв зі США та ЄС. І хоч компанії не здійснюють прямих поставок у Росію, але вони у декілька разів збільшили відвантаження у Вірменії, Грузії, Казахстані, Киргизстані та Узбекистані. Зокрема, стало відомо, що у вересні 2024 року на Ангарському полігоні в анексованому Криму пройшли змагання зі снайперської стрільби, де стріляли американськими Desert Tech SRS, британськими Accuracy International AXSR та австрійськими Steyr Mannlicher SSG.

### 12 грудня
За добу ЗС РФ втратили 1390 солдатів, 5 артилерійських систем і 54 авто. Вночі в російському селі Маркіно Новоазовського району вибухнув слкад БК. Ворог тиснув у Курській області, під Торецьком, біля Курахового.
У Курську та Грозному (РФ) вночі пролунала серія вибухів. У столиці Чечні могла бути атакована безпілотниками будівля полку Міністерства внутрішніх справ цього регіону. Президент Чечні Рамзан Кадиров заявив, що під атакою БпЛА опинився полк поліції спецпризначення у Грозному, за його даними, поранено 4 бійців, будівля зазнала незначних ушкоджень.
Наступ ЗС РФ на Донбасі тривав, на Курахівському напрямку ворог штурмував село Успенівка, щоб повністю закрити так званий «Успенівський мішок» та оточити підрозділи ЗСУ. В оточенні опинилися села Єлизаветівка, Романівка, Веселий Гай та Ганнівка, з яких росіяни намагалися прорватися, а ключову роль в утриманні оточення відігравали Трудове, Успенівка та Дальнє. Росіяни прорвалися з Трудового і Дальнього до Успенівки і намагалися повністю окупувати село. За даними DeepState, росіяни могли маневрувати між Успенівкою та Ганнівкою, але підтвердження того, що їм вдалося там закріпитися, немає. «Українська армія активно працювала над стабілізацією, тому був шанс, що ворог не зміг там закріпитися, час покаже». Командир 24-го взводу бригади спеціального призначення «Айдар» Станіслав Бунятов написав, що ситуація в «Курахівському ворі» стала критичною для українських сил. За його словами, росіянам вдалося захопити плацдарм в Успенівці.
За даними ISW, російські війська просунулися на основному українському напрямку в Курській області та в напрямках на Часів Яр, Покровськ і Курахове. Українські війська повернули втрачені позиції під Сватово.
Російські військові атакували Херсонщину артилерією та дронами. Загинув 67-річний чоловік, двоє людей поранено.
Внаслідок атаки російських дронів на Київ увечері, уламки впали у Печерському районі столиці.
На тлі слів Дональда Трампа про те, що США можуть зупинити підтримку України американські законодавці доручили національним розвідкам представити доповідь про те, який вплив матиме для України і для нацбезпеки США зупинка допомоги.
Байден схвалив 72-й пакет допомоги Україні з засобів ППО, артилерії, БПЛА та бронетехніки.
Трамп погодився на розміщення європейських військових в Україні для гарантій безпеки. Він зазначив, що американська армія не буде задіяна у цій місії, а Європа, на його думку, зобов'язана відігравати головну роль.
Генеральний секретар НАТО Марк Рютте назвав втрати сторін у війні в Україні. За його словами, з лютого 2022 року кількість перевищила мільйон осіб. Йдеться про загиблих та поранених. За його словами, втрати Росії досягли 700 тисяч осіб. Генсек вважає, що країни-члени Альянсу нині не готові до «того, що буде через чотири-п'ять років». «З усім цим наше стримування непогане — поки що. Але мене турбує завтрашній день. Ми не готові до того, що буде через чотири-п'ять років. Небезпека рухається до нас на повній швидкості. Ми не маємо дивитися в інший бік. Ми повинні зустріти її лицем до лиця: Те, що відбувається в Україні, може статися і тут», — підкреслив генсек.
ГУР запустило на порталі War & Sanctions розділ про «тіньовий флот», де оприлюднило дані про діяльність 238 суден, що допомагають Росії та Ірану експортувати підсанкційну нафту. У 2023 році Росія заробила на експорті нафти 188 млрд дол, Іран — майже 53 млрд дол.
Під Москвою було ліквідовано заступника генерального конструктора і керівника відділу програмного забезпечення Московського дослідно-конструкторського бюро Марс Михайла Шатського внаслідок спецоперації ГУР МОУ.
На російському аеродромі Остаф’єво в Московській області вибухнув військово-транспортний літак Ан-72.

### 13 грудня
За добу ЗСУ ліквідували майже 1040 окупантів. ЗС РФ атакували Україну ракетами та БПЛА, знищено 81 з 94 ракети та 80 із 193 БпЛА. 105 безпілотників не досягли цілей. 11 ракет збили завдяки винищувачам F-16. Один з пілотів F-16 вперше у світі за один бойовий виліт збив одразу шість російських крилатих ракет.
У Тернопільській області через російську масовану атаку сталося загоряння об'єкта критичної інфраструктури, також зафіксовано падіння уламків біля житлових будинків, в усіх містах області відбуваються проблеми з електропостачанням.
У Бурштині, селі Дем'янів та низці населених пунктів Івано-Франківської області тимчасово призупинено теплопостачання і постачання гарячої води. Повідомляють про ураження ТЕС.
Війська РФ обстріляли село Мирне Берестинського району, постраждали четверо людей.
Зеленський оновив склад Ставки верховного головнокомандувача, зокрема, до неї увійшли Михайло Драпатий та Павло Паліса.
Троє українських військовослужбовців померли внаслідок отруєння хімічними речовинами, які застосовують росіяни за час великої війни. Про це заявив начальник відділу екологічної безпеки та цивільного захисту управління радіаційного, хімічного, біологічного захисту Командування Сил підтримки ЗСУ Артем Власюк на прес-конференції в Києві. Загалом від початку повномасштабного вторгнення із симптомами отруєння до медичних закладів було направлено понад 2000 військовослужбовців із різними ступенями отруєння невідомими або відомими хімічними речовинами, зокрема отруйними речовинами подразнювальної дії.
На тлі активного просування російських військ, особливо в районі Покровська Донецької області, військове командування звільнило Олександра Луценка з посади командувача Оперативно-тактичного угруповання (ОТУ) «Донецьк». Замість Луценка командувачем ОТУ «Донецьк» призначили бригадного генерала Олександра Тарнавського, який до цього командував Оперативно-стратегічним угрупованням військ «Таврія».
У Новосибірську (Росія) вночі спалахнула масштабна пожежа. Згорів один із важливих стратегічних об'єктів РФ компанії, яка забезпечувала діяльність низки ключових галузей, включаючи енергетичну інфраструктуру та виробництво вибухозахисного обладнання. Про це повідомляє голова Центру протидії дезінформації (ЦПД) Андрій Коваленко.
Верховний суд Нідерландів відмовив у задоволенні касаційної скарги Росії щодо скасування часткового рішення Гаазького арбітражу щодо відшкодування збитків, завданих незаконною експропріацією активів групи «Нафтогаз» в окупованому Криму. Після першого часткового рішення від 2019 року трибунал визначив розмір збитків та у квітні 2023 року постановив сплатити «Нафтогазу» компенсацію у розмірі 5 млрд доларів США, Росія продовжує оскаржувати це рішення.
Представники Укроборонпром повідомили, що АТ Українська оборонна промисловість у листопаді запустила складання ґвинтівок CZ Bren 2 за ліцензією. Угода з Česká zbrojovka, яка передбачає локалізацію складання, а потім — повне виготовлення штурмових ґвинтівок стандарту НАТО в Україні, була укладена 16 липня поточного року.

### 14 грудня
На фронті відбулося 292 зіткнення, ЗС РФ штурмували позиції на трьох напрямках у Донецькій області та активізували бої в Курській області. Вночі Росія запустила по Україні 132 ударних безпілотників, з них 58 вдалося збити, ще 72 — локаційно втрачені. Внаслідок збиття БПЛА зафіксовано падіння уламків у Дарницькому районі столиці. Уламки впали на відкритій території, минулося без постраждалих. Сили ППО у Черкаській області вночі знищили 25 російських безпілотників типу Shahed. Росіяни атакували дроном Миколаївський район, влучили в авто «Укрпошти», постраждав водій.
Вночі підрозділи ССО разом з побратимами уразили лінійно-виробничу диспетчерську станцію «Стальной конь» в Орловській області. Це один з найбільших терміналів нафтопродуктів у передмісті Орла. В результаті ураження розпочалася потужна пожежа. Російська сторона стверджує про збиття 11 БпЛА.
За данними DeepState ворог окупував Веселий Гай, Єлізаветівку, Романівку, Новотроїцьке, Пушкіне, а також просунувся в Костянтинопільському, Сухих Ялах, Шевченку, біля Дальнього, Піщаного, Благодатного та Сторожевого. Путінська армія розширює свій плацдарм на західному березі річки Оскіл в Харківській області. Після захоплення Масютівки окупанти почали просування в бік Дворічної.
Війська РФ зранку обстріляли селище Білозерка на Херсонщині. Зруйновані і пошкоджені кілька приватних будинків.
Війська КНДР почали штурми в Курській області. Українська розвідка заявляла, що 13 грудня підрозділи з військових Північної Кореї привели у стан готовності. Військові з Північної Кореї були зафіксовані на Харківському напрямку. На одній із позицій бійці ЗСУ накрили військовослужбовців армії КНДР FPV-дронами, орієнтовні втрати сягнули 200 осіб. За даними розвілки, мовний бар'єр ускладнював управління та узгодженість дій, тому північнокорейські солдати відкрили «дружній вогонь» по автомобільній техніці батальйону "Ахмат". В результаті восьмеро ліквідованих «кадирівців».
На військовому аеродромі Кримськ у Краснодарському краї РФ було знищено винищувач Су-30, повідомляє ГУР. Пожежа, що виникла, призвела до повного згоряння авіаційної техніки.
Сили оборони України знищили російський потяг з 40 цистернами з паливом на території тимчасово окупованої Запорізької області.
Вдень у центрі Дніпра, на перетині вулиць Степана Бандери та Лесі Українки, було підірвано автомобіль, одна людина загинула, кілька людей поранено, в тому числі два представники поліції. СБУ та Нацполіція затримали чоловіка, який підірвав саморобний вибуховий пристрій біля будівлі ТЦК, до теракту виявився причетним раніше судимий 37-річний мешканець області Рубен Восканян.

### 15 грудня
За добу ЗСУ ліквідували 1280 окупантів, знищили 12 танків, 32 бронемашин, 26 артсистем, 3 реактивні системи залпового вогню та 2 засоби протиповітряної оборони ворога. Протягом доби на фронті відбулось 228 зіткнень, найбільше ворог атакував на Времівському напрямку.
Вночі Україну атакували російські дрони та одна ракета комплексу С-300, підтверджено збиття 56 БпЛА зі 108. 49 локаційно втрачені, ще три повернулось у росію. Через падіння збитих БпЛА пошкоджено об'єкт інфраструктури, багатоквартирні та приватні будинки, автівки та майно громадян у кількох регіонах України.
В Грозному, враці дронами E-300 Enterprise було атаковано база ОМОНу та казарми 2-го полку. Російська влада заперечує наявність поранених. Глава Чечні пообіцяв помститися Україні, завдаючи «ударів відплати» по скупченню особового складу Сил оборони.
За даними ISW, російські війська здійснили батальйонну механізовану атаку на Сіверськ після нещодавнього повідомлення про зміну командування російськими військами, що діють поблизу міста. Атака на Сіверськ показала, що російські війська, схоже, навчилися проводити більш ефективні атаки, але ще далекі від відновлення маневреності на полі бою. За повідомленнями, північнокорейські війська зіткнулися з очікуваними труднощами через великі втрати і поганий зв'язок з російськими військами в Курській області, що, ймовірно, порушить координацію між північнокорейським і російським персоналом і підірве російські військові операції. Тим часом російські війська просунулися в напрямку Сіверська, Торецька, Покровська і Вугледара.
Російські війська зайшли у село Новий Комар на Времівському напрямку, що розташоване у Великоновосілківській громаді Волноваського району Донецької області.
З 9 по 15 грудня 2024 року росіяни застосували проти України майже 630 авіабомб, близько 550 ударних безпілотників і понад 100 ракет.
Російські агресори завдали ракетного удару по Київському району Харкова, постраждала одна людина. Підрозділ Сил спеціальних операцій уразив та знищив за допомогою FPV дронів 4 одиниці бронетехніки та 18 одиниць автотранспорту окупантів.
Кандидат на посаду радника з національної безпеки Майк Уолтц заявив в інтерв'ю CBS News, що команда обраного президента США Дональда Трампа обговорює, як назавжди покласти край російсько-українській війні, а не просто «призупинити» її. На запитання, чи планує нова адміністрація обмежити використання Україною американської зброї, Уолтц відповів, що «порожній чек … просто не є стратегією», додавши, що такі кроки ризикують перетворити конфлікт на «вічну війну». «Як виглядає успіх, що відповідає нашим інтересам? Як нам закінчити війну? Хто сидить за столом переговорів? Як нам посадити за стіл переговорів усі сторони і які рамки для домовленостей? Це те, що нас цікавить у його фантастичній команді, яку він [Трамп] збирає». Він додав, що з моменту переобрання Трампа його команда підтримує зв'язок з європейськими партнерами та Україною щодо припинення цієї війни «таким чином, щоб відновити стабільність, зупинити різанину і, сподіваюся, зробити це остаточним завершенням, а не просто паузою».

### 16 грудня
За добу ЗС РФ втратила 1070 солдатів, 29 бойових броньованих машин і 16 безпілотних літальних апаратів. ЗС РФ вночі атакували Україну 49-ма БПЛА з районів Брянська і Орла (РФ). Було уражено 27 БпЛА, 19 безпілотників не досягли цілей.
За даними ISW, українські сили відновили втрачені позиції під Покровськом, тоді як російські війська просунулися в напрямку Часів Яру, Сіверська, Курахового, Великих Новосалок і в Курській області.
РФ атакувала на Харківському, Куп'янському, Лиманському, Сіверському, Краматорському, Торецькому, Покровському, Курахівському, Артемівському, Запорізькому та Херсонському напрямках, де відбулося 245 бойових зіткнень. Протягом доби російські війська здійснили 24 авіаудари, 2202 польоти безпілотників та 141 обстріл українських позицій та населених пунктів. Тривала операція в Курській області, де ЗС РФ здійснили 68 обстрілів українських позицій та завдали шість авіаційних ударів, застосувавши 12 авіаційних бомб. Українська авіація та артилерія завдали ударів по п'яти місцях зосередження бойовиків.
Воїни 17-ї окремої важкої механізованої Криворізької бригади разом із суміжними підрозділами показали відео ураження північнокорейської піхоти на Курщині.
Командувач Сил безпілотних систем Вадим Сухаревський заявив, що Україна має у своєму арсеналі лазерну зброю під назвою Тризуб.Глави дипломатії ЄС Каї Каллас підтвердила, що ЄС щомісяця передаватиме Україні 1,5 млрд євро допомоги на місяць. Кошти надають у межах бюджетної допомоги. Про це вона заявила після засідання міністрів закордонних справ країн ЄС. Раніше президент Євроради Антоніу Кошта заявив, що з 2025 року Україна щомісяця отримуватиме 1,5 млрд євро із заморожених російських активів. Виплати траншів розпочнуться з січня.
СБУ заочно оголосила підозру російському генерал-лейтенанту Ігорю Кіріллову, який віддав накази щодо застосування хімічної зброї проти українських військових. Він причетний до понад 4,8 тис. випадків використання отруйних речовин на фронті.
Рада міністрів Євросоюзу із закордонних справ вперше в історії погодила перелік осіб, на яких поширюються санкції за гібридні атаки та підривну діяльність проти країн Європи. Обмеження запроваджені проти 16 росіян та трьох організацій із Росії. До списку включені, зокрема, телеведуча та заступник гендиректора Газпром Медіа Тіна Канделакі, керівник ТОВ ГК Структура Микола Тупікін та співробітниця адміністрації президента РФ Софія Захарова.
Зі ЗМІ стало відомо про знущання над військовими у 211 понтонно-мостовій бригаді Сил підтримки, Олександр Сирський наказав почати перевірку.

### 17 грудня
За добу ЗС РФ втратили 1600 окупантів, з початку вторгнення ЗС РФ втратила 765 000 військових, на фронті відбулося 199 зіткнень. Вранці в Москві за допомоги вибухового пристрою було ліквідовано начальника військ радіаційного, хімічного та біологічного захисту ЗС РФ Ігоря Кирилова разом із помічником. Згодом українським журналістам стало відомо, що за операцією з ліквідації стоїть СБУ. Ліквідацію було проведено менш ніж за добу після того, як СБУ заочно оголосила Кирилову підозру за застосування хімічної зброї проти ЗСУ.
ЗСУ вели бої на ділянці фронту у 1170 км. Обстановка залишалася складною, найбільш складна ситуація була на Покровському та Курахівському напрямку. Противник посилив інтенсивність наступу на Краматорському, Торецькому та Времіївському напрямках.
СБУ затримала найбільшу мережу агентів РФ, яка спеціалізувалася на «полюванні» за F-16 в Україні. Військова контррозвідка СБУ нейтралізувала агентурну мережу, яка шпигувала за Силами оборони одразу у 5 регіонах. Викрито 12 російських агентів та їхніх інформаторів. Частина із них — дезертири, які самовільно залишили підрозділи ЗСУ, а коли переховувалися, були завербовані російською спецслужбою.
Південна Корея запровадила санкції проти 11 фізичних осіб і 15 організацій. Вони причетні до військового співробітництва між РФ та Північною Кореєю, фінансування ядерних і ракетних програм КНДР, а також незаконного придбання санкційних товарів Пхеньяном. У Мережі з'явилися перші ймовірні кадри поранених військових КНДР.
Німецький концерн Rheinmetall отримав замовлення на поставку в Україну ще 20 БМП Marder в межах військової допомоги. Розробку оплатив уряд Німеччини, комлекстація не розголошується.

### 18 грудня
За добу ЗС РФ втратили 1580 солдатів, 21 бойову броньовану машину, 60 одиниць автотехніки та 64 БпЛА. Війська Росії вночі атакували України 81 ударним БПЛА типу Shahed і безпілотниками інших типів. Протиповітряна оборона збила 51 дрон, повідомляють Повітряні сили ЗСУ, ще 30 дронів було втрачено локально. Вранці росіяни вдарили по Харкову БпЛА Молнія пошкодивши дах ТРЦ в Салтівському району міста.
Російські війська заявили про захоплення сіл Даченське та Гігант у Донецькій області. Міністерство оборони Росії заявило, що російські війська захопили Старі Терни, але це сталося вже 5 грудня 2024 року, повідомляє ISW. ЗС РФ просунулися під Куп'янськом, Кремінною та Покровськом. Крім того, Міністерство оборони Росії все частіше обманом змушує призовників підписувати військові контракти для участі в бойових діях в Україні, імовірно, для створення більшої кількості штурмових сил і підтримання темпів російських наступальних операцій в Україні.
За словами високопоставленого військового чиновника США, кілька сотень північнокорейських солдатів були поранені або вбиті під час боїв з українською армією в Курській області, додавши, що північнокорейські підрозділи не виявилися досвідченими в боях, що призвело до великих втрат. Рустем Умєров звільнив Начальника Національної академії сухопутних військ Павла Ткачука.
Міністерство оборони Росії визнало атаку на хімічне підприємство Комбінат Каменський в місті Каменськ-Шахтинський в Ростовській області. Комбінат є частиною війскової промисловості РФ. Росіяни стверджують, що під час удару було застосовано шість ракет ATACMS і чотири ракети Storm Shadow. Міноборони переконує, що «усі ATACMS і три Storm Shadow збито», а одну ракету нібито відхилено від об'єкта атаки. «Унаслідок падіння однієї ракети в Ростовській області пошкоджено будівлю на території комбінату», — додали в росЗМІ.
За словами російського військового блогера Іллі Туманова, вертоліт Ка-52 був збитий через «вогонь союзників». Обидва члени екіпажу загинули.
Австралія передасть 66 млн австралійських доларів (50 млн євро) в Європейський банк реконструкції та розвитку для відбудови України. Про це повідомила міністерка закордонних справ Австралії Пенні Вонг на пресконференції під час візиту до Києва. Загальний обсяг допомоги Австралії для України склав понад 1 млрд доларів, з яких 880 млн — військова допомога.
Німеччина вирішила перенести центр з ремонту великої військової техніки України, створений у Словаччині, на власну територію. Німецькі посадовці зауважили, що Словаччина неодноразово демонструвала «громіздкість» в організації роботи центру. Серед ключових проблем були названі розбіжності в інтерпретації європейських митних правил та складності з проведенням капітального ремонту пошкодженої техніки.

### 19 грудня
За добу ЗС РФ втратили 1530 солдатів, 27 бойових броньованих машин і 5 танків, на фронті відбулось 191 бойове зіткнення. Вночі росіяни завдали удару двома балістичними ракетами «Іскандер-М» із Криму та Ростовської область, керованою авіаційною ракетою Х-59/69 із повітряного простору Курської область. та 85-ма ударними БпЛА типу «Shahed» і безпілотниками інших типів із районів Брянськ, Курськ, Міллерово, Орел. Підтверджено збиття 45 БпЛА. 40 безпілотників-імітаторів локаційно втрачені. Внаслідок ракетного удару пошкоджено будинки на Сумщині та Дніпропетровщині. Попередньо без жертв та постраждалих.
Генштаб підтвердив ураження Новошахтинського НПЗ у Ростовській області, єдиному НПЗ в Ростовській області. Використовується для забезпечення потреб ЗС РФ. Проєктна потужність переробки 7,5 млн тон нафти на рік. Генштаб підтвердив пожежу в районі об'єкту, а саме на установці каталітичного крекінгу ЕЛОУ-АВТ-2.5.
Російські окупанти на Курщині намагаються приховати втрати північнокорейських солдатів, тому просто спалюють обличчя загиблих військових КНДР, щоб замести сліди.
В вечері було завдано ракетного удару по Кривому Рогу. Внаслідок атаки частково зруйнований двоповерховий житловий будинок, пошкоджені три багатоквартирних і 17 приватних будинків, знищено 20 автомобілей, соціальний заклад і стаціонарне відділення лікарні зазнали суттєвих руйнувань. Шість людей зазнали поранення.
У рамках 23-го пакета пожертвувань Данія виділяє 2,1 мільярда датських крон (близько 281 млн євро), зокрема, на зміцнення української протиповітряної оборони, які передають через міжнародних партнерів Данії.
Швейцарія виділяє майже 45 млн швейцарських франків (48,3 млн євро) на допомогу Україні протягом зимового періоду. Про це повідомляється на сайті Федеральної ради Швейцарії.
Президент України прокоментував журналістам питання, щодо зниження віку призовників. «Щодо (зниження мобілізаційного — ред.) віку. Скажіть будь ласка, якщо людина стоїть перед вами без зброї, то яка різниця — 20 років цій людині чи 30. Ніякої різниці. Партнери звертають увагу на фізичні можливості того чи іншого військового. А ми звертаємо увагу, що в нас голі бригади є», — наголосив глава держави.
Росія постачає зерно, ймовірно викрадене з окупованої частини України, хуситам, які контролюють більшу частину Ємену. Про це свідчать результати розслідування Bellingcat та Lloyd's List. Такий висновок зроблено на основі дослідження маршрутів перевезень судна Zafar, яке здійснило щонайменше два рейси з окупованого Криму до Ємену за останні місяці.

### 20 грудня
За добу ЗС РФ втратили 2200 солдатів, 24 бойові броньовані машини та 115 одиниць автомобільної техніки, загальні втрати з моменту повномасштабного вторгнення сягнули 770 тис. Вночі Херсон та передмістя зазнали небувалого обстрілу з боку армії РФ. Крім того, в напрямку обласного центру прорвалися диверсійно-розвідувальні групи. Серед містян є загиблі та багато поранених. В наслідок ударів окупантів були пошкоджені об'єкти критичної інфраструктури. Без електропостачання залишилися до 60 тисяч абонентів.
Зранку, російська армія здійснила комбінований удар по Києву. Ворог застосував аеробалістичні ракети «Кинджал» з бортів МіГ-31К та балістичні ракети типу Іскандер/KN-23. Всього було випущено вісім ракет. За даними місцевої влади, фрагменти повітряних цілей впали у Голосіївському, Солом'янському, Шевченківському районах столиці. Багато пошкоджених будівель, та автомобілей від уламків. Одна людина загинула, ще 9 зазнали поранень. Через пошкодження тепломагістралі в Голосіївському районі наразі без тепла зараз 630 житлових будинків, 16 лікувальних закладів, 17 шкіл і 13 дитячих садочків. Суттєвого руйнування зазнав бізнес-центру «Торонто». Міноборони РФ заявило, що сьогоднішній удар був «відповіддю за ракетний удар по Комбінату Камєнскому в Ростовській області 18 грудня»
Керівник департаменту російської військової контррозвідки генерал-полковник ФСБ Микола Юр'єв пішов із займаної посади, наче за власним бажанням.
Четеро людей постраждали через обстріл Запоріжжя дронами. Крім того, за даними голови ОВА, загарбники обстріляли Васильківський та Пологівський райони регіону.

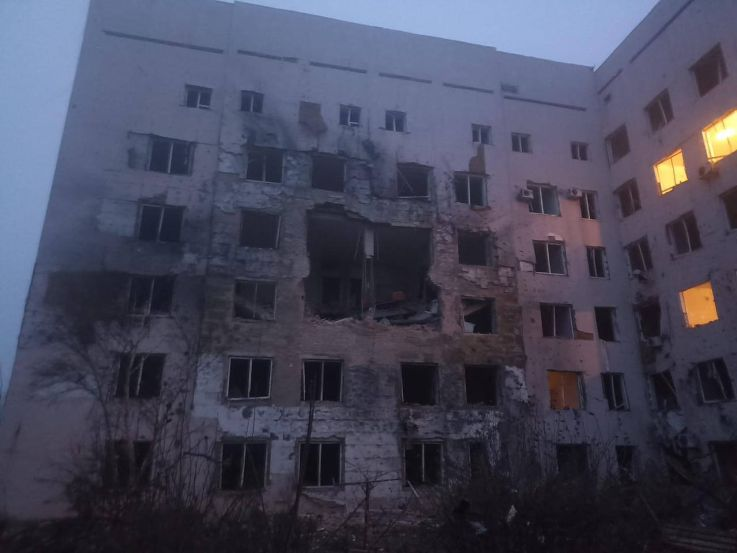
Херсонський обласний онкологічний диспансер після вечірньої російської атаки двома авіабомбами. 20 грудня 2024

За даними української розвідки, минулого тижня в аеропорту Остаф'єво в Московській області вибухнула силова установка російського транспортного літака Ан-72.
ISW у звіті зафіксував, що ЗСУ вперше провели наземну атаку на фронті абсолютно без використання піхоти. Бригада Хартія знищила позиції росіян в районі Липців на північ від Харкова виключно безпілотними наземними дронами та FPV-дронами. Тим часом російські війська просунулися в Курській області, поблизу Куп'янська, в межах Торецька та в напрямку Вугледара.
Росіяни заявили про масований ракетний удар по місту Рильськ Курської області. У коментарі пабліку губернатора Курської області РФ Олександр Хінштейн заявив, що Рильськ нібито обстріляли з реактивної системи залпового вогню HIMARS. Відомо про п'ятьох загиблих і понад 20 постраждалих. Росіяни стверджують, що під час удару було застосовано шість ракет ATACMS і чотири ракети Storm Shadow. Міноборони переконує, що «усі ATACMS і три Storm Shadow збито», а одну ракету нібито відхилено від об'єкта атаки.
Ввечері російські війська здійснили чергову терористичну атаку на медичний об'єкт — завдали удару двома керованими авіабомбами по Херсонському регіональному онкоцентру.
Дональд Трамп запропонував зберегти підтримку України з боку США у вигляді поставок зброї, якщо європейські країни-союзники США збільшать свої оборонні бюджети до 5 % від їхнього валового внутрішнього продукту (ВВП).
Міжнародний валютний фонд за результатами шостого перегляду Механізму розширеного фінансування (EFF) надасть Україні ще $1,1 млрд.
Координаційний штаб з питань поводження з військовополоненими повідомив, що Україна за сприяння СБУ, МВС, ДПСУ та української армії, а також Міжнародного комітету Червоного Хреста репатріювала тіла 503 військовослужбовців, які загинули під час боїв з російськими військами.
СБУ заочно звинуватила заступника начальника ГШ ЗС РФ генерал-полковника Олексія Кіма за те, що той віддав наказ про ракетний обстріл готелю «Сапфір» у Краматорську 24 серпня 2024 року, коли загинули і були поранені співробітники Reuters. Кім підписав наказ про удар балістичними ракетами «Іскандер-М» і підозрюється в розв'язанні війни та порушенні законів і звичаїв війни.

## 21-31 грудня

### 21 грудня
За добу ЗС РФ втратили 1860 солдатів, ЗСУ знищили 10 танків, 32 артсистеми та 98 одиниць автотехніки.Вночі російська армія застосувала 113 ударних дронів, також завдав удару зенітною керованою ракетою С-400 у напрямку Полтавщини. Запуски здійснювалися з території Росії — Брянськ, Міллерово, Орел, Курськ, Приморсько-Ахтарськ, Бердянськ. Сили оборони збили 57 безпілотники, серед яких є й ті, що атакували Житомирщину. Під час повітряної тривоги Хмельницьку область атакували російські БпЛА. В регіоні працювали сили протиповітряної оборони, які знищили два «шахеди».
У російському місті Сочі рано вранці з'явилися повідомлення про вибухи, а також про перехоплення українських безпілотників засобами протиповітряної оборони. За словами місцевих жителів, з 5:50 ранку за місцевим часом пролунало від семи до 10 вибухів, які «розбили вікна і спрацювали автомобільні сигналізації». Російська влада повідомила про знищення 19 безпілотників над чотирма областями і Чорним морем.
Росіяни заявили зранку про атаку дронів на Казань, атака скоріш за все планувалась на Казанський пороховий завод, що є ключовим для ВПК РФ. Російські ЗМІ стверджують, що було 8 «прильотів», один з яких прийшовся на промислове підприємство. Аеропорт Казані тимчасово закрили на прийом і випуск літаків, в окремих школах провели евакуацію. БпЛА влетіли в будівлі на проспекті Камалєєва (два дрони), вулиці Клари Цеткін, Юкозинській, Хаді Такташа, Червоній Позиції і в будинок на вулиці Оренбурзький тракт, стверджують росіяни.
За даними ISW, російські війська просунулися у Курській області та поблизу Покровська і Курахового, тоді як українські війська повернули втрачені території під Покровськом. Міністерство оборони Великої Британії повідомило, що російський контрнаступ на підконтрольну Україні ділянку в Курській області триває, при цьому за останній тиждень було зафіксовано тактичні здобутки в територіальному контролі. На північно-західній ділянці російські війська просунулися до 4 км на південний схід вздовж фронту близько 4 км, ведучи бої за село Кругленьке. На південно-східному напрямку росіяни просунулися на захід приблизно на 2 км від Плехова і залишилися біля околиць Махнівки, приблизно за 3 км на північ. Українські сили контролюють близько 480 км² російської території, порівняно з 510 км² тиждень тому і максимальним показником у 800—900 км² у серпні 2024 року. Нещодавня втрата території, ймовірно, пов'язана з російськими контратаками морської піхоти, повітряно-десантних військ та військ КНДР.
Нідерланди спільно з партнерами вклали понад 200 млн євро для Талліннського механізму, основним завданням якого є зміцнення цифрової безпеки України.
Польща передала два вертольоти Мі-8 та один Bell 412-HP Харківському національному університету внутрішніх справ, де їх використовуватимуть для навчання пілотів.

### 22 грудня
За добу ЗС РФ втратили 1820 солдатів, всього з вторгнення втрати супротивника перевищили 774 тис. військових. Вночі Україну було атаковано БпЛА, ППО було збито 52 зі 103 БпЛА, 44 локаційно втрачені, один полетів у до Білорусі. У Херсонській, Миколаївській, Чернігівській, Сумській, Житомирській та Київській областях через атаку пошкоджено приватні підприємства, багатоквартирні будинки та майно громадян, попередньо без жертв.
За даними ISW, українські війська відновили втрачені позиції на заході Запорізької області, в той час як російські війська просунулися поблизу Куп'янська, Торецька і Покровська та в Курській області. Вважається, що Північна Корея передала Росії щонайменше чотири додаткові балістичні ракети.
У Броварах Київської області ліквідовано наслідки влучання уламків ворожого БпЛА в багатоповерхівку.
Вночі українські дрони атакували нафтобазу в Орлі, що є важливим логістичним об'єктом для Російської Федерації та підтримувала угруповання російських військ відразу в кількох областях. Мешканці Орла скаржаться на 10-15 глухих вибухів та яскраві спалахи в стороні нафтобази.
За день Нікопольщина пережила десять ворожих атак. По району росіяни били дронами-камікадзе та важкою артилерією. Під час обстрілу у Нікополі постраждав чоловік.
На фронті відбулося 207 бойових зіткнень, з яких найбільше на Лиманському та Времівському напрямках — по 36 атак. Окупанти втратили 390 військових на Покровському напрямку.
Оновлений базовий сценарій МВФ щодо України передбачає закінчення війни наприкінці 2025 року, тоді як негативний сценарій передбачає її завершення у середині 2026 року.
Новообраний презент США Дональд Трамп планує зустрітись з російським диктатором Володимиром Путіним. «Одна з речей, яку я хочу зробити, і швидко, — це зустрітися з президентом Путіним, який заявив, що хоче зустрітися зі мною якомога швидше. Тож нам потрібно дочекатися цього, але ми маємо зупинити цю війну», — наголосив Трамп.
Південнокорейські військові повідомили, що Північна Корея готується розгорнути додаткові війська та озброєння, включаючи безпілотники-камікадзе, щоб допомогти Росії у її війні проти України: «Комплексна оцінка багатосторонньої розвідки показує, що Північна Корея готується до ротації або збільшення розгортання своїх військ [в Росії] шляхом постачання їй 240-мм ракетних установок і 170-мм самохідної артилерії. Є також деякі ознаки того, що [Північ] почне виробляти і постачати безпілотники-камікадзе, як це було вперше виявлено під час листопадової інспекції Кім Чен Ина».

### 23 грудня
На фронті відбулося 207 зіткнень, найбільше боїв було на Времівському, Покровському та Курському напрямках, на Покровському напрямку знешкоджено майже 400 окупантів. Вночі було збито 47 ударних БпЛА типу Shahed та безпілотників інших типів у Полтавській, Сумській, Харківській, Київській, Чернігівській, Черкаській, Житомирській, Хмельницькій та Одеській областях. Через активну протидію Сил оборони 25 ворожих безпілотників-імітаторів локаційно втрачені. У Хмельницькій та Київській областях через російську атаку пошкоджено приватні підприємства та будинки громадян, попередньо без жертв.
За даними ISW, російські війська поступово просувалися на південь і південний захід від Покровська. ЗС РФ просунулися в напрямку Куп'янська, Торецька, Вугледара, Великої Новосілки та в Курській області.
Аеродром Міллерово у Ростовській області РФ атаковано українськими дронами вночі. Екіпаж ССО за три дні ліквідував у Курській області 77 військових КНДР і поранив десятки.
З російського полону повернули тіла 184 українців. Серед 169 тіл загиблих у полоні військовослужбовців, які повернули в Україну, зокрема 55 тих, хто загинув від вибухів в Оленівській колонії.
Німеччина передала Україні великий пакет військової допомоги: 15 танків Leopard 1, дві установки Patriot, 30 бронеавтомобілів MRAP, понад 65 різних безпілотників, дві зенітні самохідні установки Gepard, зенітно-ракетні комплекси IRIS-T SLM та IRIS-T SLS.
Біля берегів Іспанії після вибуху затонуло російське вантажне судно «Ursa Major» у західній частині Середземного моря. 14 членів екіпажу врятували, ще двох моряків вважають зниклими безвісти. Судно перевозило два мобільних крани Liebherr 420 для порту у Владивостоці, і два 45-тонних люки для будівництва нового атомного криголама проєкту 10510. Урса Майор експлуатувала дочірня компанія російської оборонної компанії Оборонлогістика, яка потрапила під західні санкції у 2022 році. Вона була опорою російського маршруту постачання до сірійского Тартуса — бази російського флоту у Східному Середземномор'ї.

### 24 грудня
За добу ЗС РФ втратили 1630 солдатів, 10 артилерійських систем та 44 безпілотники, загальні втрати ЗС РФ перевищили 779 тис. За добу ЗСУ ліквідували 1600 окупантів. ЗСУ вночі збили 36 із 60 ворожих безпілотників, 23 безпілотники-імітатори були локально втрачені, загалом супротивник запустив 184 ракети та дрони. Противник атакував БпЛА із напрямків Брянськ, Міллерово, Приморсько-Ахтарськ (РФ). Українські десантники без жодного пострілу захопили у полон 11 росіян. Щодня російські війська здійснювали по п'ять-сім атак невеликими піхотними групами в цьому районі, щоб виявити слабкі місця в обороні.

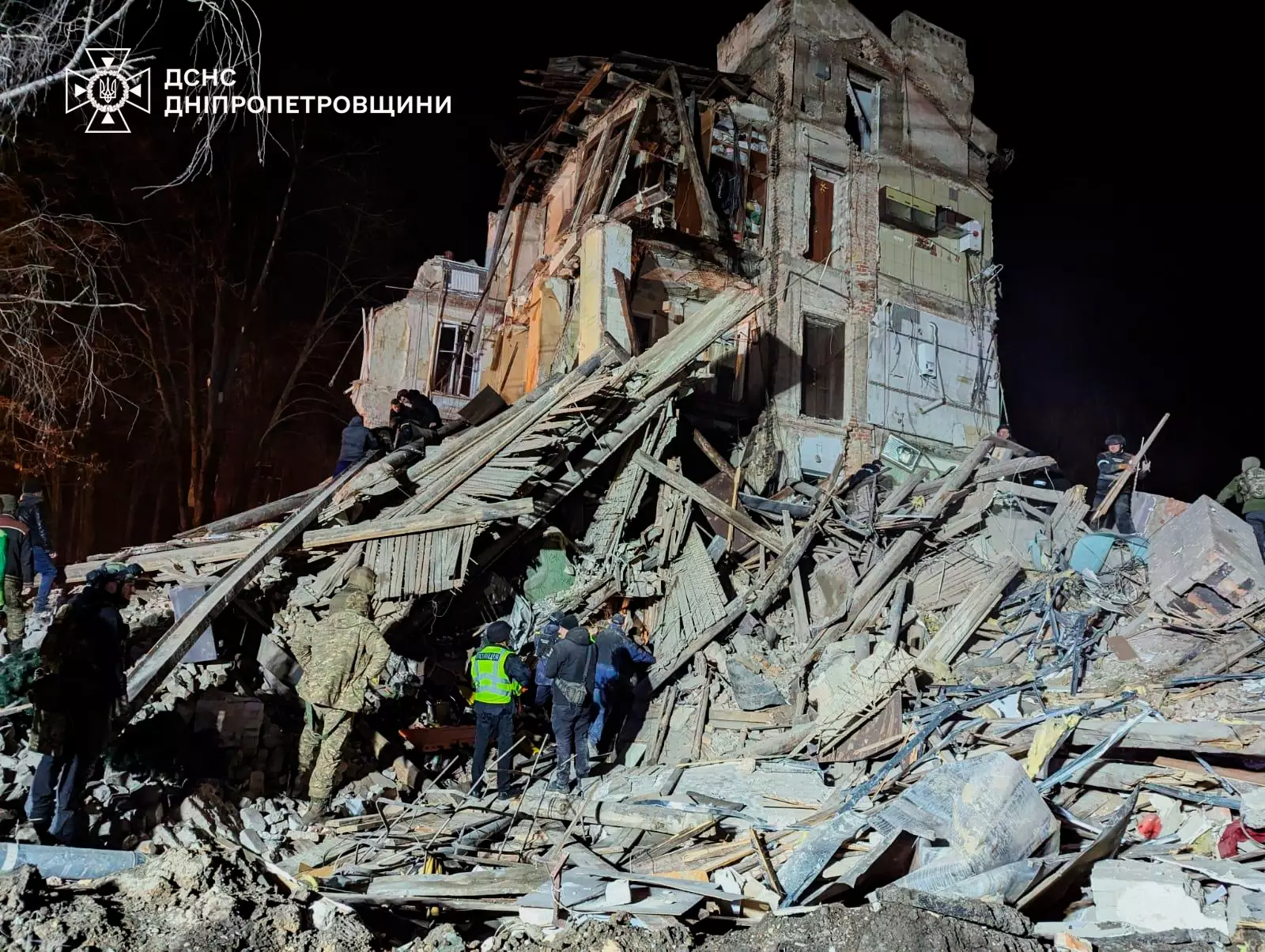
Наслідки влучання ракети по Кривому Розі. 24 грудня 2024

За даними ISW, російські війська просунулися в напрямку Покровська, Торецька, Вугледара, Вільської Новосілки та в Курську область. Заступник голови Ради безпеки Росії Дмитро Медведєв заявив, що 440 000 осіб підписали контракти на військову службу з Міністерством оборони Росії у 2024 році.
Вдень росіяни завдали удару балістичною ракетою по Кривому Рогу і уразили житловий будинок. Зруйновано жилий будинок, 15 людей травмовано, одна людина загинула.
У Херсоні через атаку російського дрона загинув чоловік. Російський безпілотний літак «ZALA» пошкодив російський Су-25 (зі складу 960-го штурмового авіаційного полку) над Донецькою областю. На відеозаписі видно пошкоджену носову частину літака. У окупованому Бердянську підірвали автомобіль, що міг належати голові окупаційної ради міста Василю Нечеті.
Ресурс DeepState призупинив роботу через політичні розбіжності з військовими, за їхніми даними ЗС РФ замкнули оточення навколо Макарівки на Донеччині, проте в Силах оборони цю інформацію спростували. Нардепка від Слуги народу Мар'яна Безугла заявила, що нібито проєкт можуть закрити, а самі аналітики платформи зазначили, що не всім головкомам подобається правда.
Вночі російські війська атакували Дніпропетровську область безпілотниками, обстрілювали з артилерії та РСЗВ Град, внаслідок чого пошкоджені житлові будинки, лінія електропередачі та автомобілі.
Латвія передала Україні близько 612 автомобілів на загальну суму 2,25 млн євро, конфіскованих у п'яних водіїв, частина з яких піде до військових частин.

### 25 грудня
ЗС РФ вночі здійснили удар по об'єктах паливно-енергетичного сектору України ракетами різних типів, а також дронами. ЗС РФ застосували 2 балістичні ракети KN-23 (район пуску — Воронезька область); 10 зенітних керованих ракет С-300/С-400 (район пуску — Бєлгородська область); 12 крилатих ракет «Калібр» (із акваторії Чорного моря); 50 крилатих ракет Х-101/Х-55 із стратегічних бомбардувальників Ту-95мс (район пусків — Волгоградська область, Каспійське море); 4 керовані авіаційні ракети Х-59/Х-69 із літаків тактичної авіації (район пусків — Бєлгородська область); 106 ударних дронів (із районів Брянськ, Міллерово, Орел, Приморсько-Ахтарськ). Українськи сили ППО збили 55 крилатих ракет Х-101, Х-55 см, «Калібр»; 4 керовані авіаційні ракети Х-59/Х-69; 54 ударні БпЛА, 52 не досягли цілей (локаційно втрачені).
Під ударами опинилися Дніпропетровська, Харківська, Донецька, Кіровоградська, Полтавська, Івано-Франківська області.
Харківщина — 500 тисяч абонентів залишаються без тепла, це 2677 будинки. Дніпропетровщина — у Дніпрі та Зеленодольську 55 і 100 будинків без теплопостачання відповідно. Івано-Франківська область — без тепла 81 житловий будинок. Росіяни атакували теплоелектростанції ДТЕК. Внаслідок масованих ударів серйозно пошкоджено обладнання ТЕС, один працівник станції загинув. Президентка Молдови Мая Санду заявила, що російська ракета під час масованої атаки на Україну порушила повітряний простір країни.
Зранку МО РФ заявило, що нібито ППО перехопила 59 безпілотників, 26 дронів нібито знищили над Бєлгородською областю, 23 — над Воронезькою, про три — над Курською, Брянською і Тамбовською, один — над Азовським морем. Як зазначає російське видання, вчора дрони намагалися вдарити по військовому аеродрому «Балтімор» у Воронежі, над яким нібито збили декілька дронів.
Вночі дрони СБУ уразили склад боєприпасів на полігоні «Кадамовський» в Ростовській області.
ЗСУ здійснили вогневе ураження пункту управління 810-ї бригади морської піхоти армії РФ у Льгові в Курській області, повідомляє Стратком ЗСУ. Зазначається про руйнування будівлі та 18 вбитих російських солдат разом з офіцерами.
У місті Грозний, вранці пролунали вибухи, очевидці стверджують про звуки вибухів, щонайменше чотири вибухи в районі бази 2 спецполку МВС імені Ахмата Кадирова.
Вранці, як повідомляють представник РНБО літак Embraer 190 «Азербайджанських авіаліній», який летів із Баку до Грозного, був підбитий російським ЗРК. Літак отримав пошкодження від росіян і замість екстреної посадки на найближчому аеродромі його відправили до Казахстану. Внаслідок падіння літака при заході на посадку в аеропорту Актау загинули 38 людей із 67 що перебували на борту.
Сили оборони втратили деякі позиції на Курахівському напрямку, де росіяни зараз проводять активні штурмові дії. У міській забудові Курахового, в районах Дальнього, Дачного та Успенівки штурмові групи росіян намагаються і далі проникнути в українські бойові позиції.
Уряд Японії ухвалив рішення про надання Україні 3 мільярдів доларів, забезпечених замороженими російськими активами. Володимир Зеленський також подякував за ухвалену парламентом Японії додаткову допомогу, кошти з якої підуть на енергетичне обладнання та будівництво укриттів.
Міністерство оборони України оголосило, що безпілотник українського виробництва «Щедрик» допущено до військового використання. Він складається з станції управління та дистанційно керованого дрона, оснащеного безшумними електродвигунами. Він має підвищену стійкість до радіоелектронної боротьби, може працювати як вдень, так і вночі та виконувати завдання при сильному вітрі, морозі чи спеці.

### 26 грудня
За добу  ЗС РФ втратили 1540 військових, загальні втрати з моменту повномасштабного вторгнення перевищили 780 тис. Росіяни атакували Україну 31-ма безпілотником, Сили ППО України знищила 20 дронів, 11 ворожі безпілотники-імітаторів — локаційно втрачені. ЗС РФ вранці завдали удару по ринку Нікополя Дніпропетровської області, постраждали 8 людей. Внаслідок російського удару по багатоповерховому будинку в Часовому Яру загинули дві людини.
Російська війська в день вдарили по Харкову дроном "Молнія". Внаслідок атаки пошкоджено житловий будинок.
Російські диверсійні групи намагаються закріпитися на території Херсонської області та збільшили кількість обстрілів. «Ми спостерігаємо збільшення активності ворога. Ми розуміємо місця, де можуть висаджуватися ворожі десанти, і Збройні сили України були готові до їх знищення». За його словами, атаки були «не рідкістю», і російські солдати регулярно намагалися закріпитися на західному березі Дніпра, але жодна зі спроб не увінчалася успіхом. Російські диверсійні групи щодня намагалися закріпитися на островах поблизу Херсона або на західному березі річки, сказав він, додавши, що «всі диверсанти були ліквідовані».
За оцінками ISW, російські війська, ймовірно, просунулися до адміністративних кордонів Курахового і захопили населений пункт і поля на південь від населеного пункту і на північ від Дальнього. Російські військові блогери стверджують, що підрозділи російської 5-ї мотострілецької бригади підняли прапор над західною частиною Курахового. Водночас, підрозділи 110-ї та 114-ї мотострілецьких бригад 51-ї ЗВА, а також 20 і 150 мотострілецьких дивізій, ведуть наступ уздовж північного та південного флангів Курахового.
Український центр стратегічних комунікацій повідомив, що українські військово-повітряні сили завдали удару по заводу з виробництва палива для балістичних ракет у місті Каменськ-Шахтянський Ростовської області. Телеграм-канал «Кримський вітер» повідомив, що близько 17:00 український військово-морський безпілотник пошкодив російський буксир «Федір Урюпін», пришвартований в бухті біля Чорноморська в Криму.
Крилаті ракети авіаційного базування Storm Shadow уразили центр обслуговування дронів-камікадзе Shahed в Орловській області Росії. Серед російських військових є втрати: 2 військовослужбовці загинули, ще 7 отримали поранення.
Фінські правоохоронці зупинили судно Eagle S, яке може бути причетне до пошкодження підводного електрокабелю між Фінляндією та Естонією та належати до тіньового флоту Росії.

### 27 грудня
За добу ЗСУ ліквідували 1650 окупантів, знищили 14 танків, 18 ББМ, 22 артсистеми та 1 засіб ППО ворога. Росіяни атакували вночі двома балістичними ракетами Іскандер-М і 24-ма ударними БпЛА типу Shahed і інших типів. Підтверджено збиття 13 БпЛА, 11 ворожих безпілотників-імітаторів — локаційно втрачені.
Перший випадок захоплення в полон північнокорейського солдата, який воює проти українських військ, підтверджений Південною Кореєю. Стверджувалося, що перший військовий КНДР, взятий у полон у Курській області, помер від поранень.
Координатор зі стратегічних комунікацій Ради національної безпеки США Джон Кірбі повідомив, що солдати КНДР зазнали масових втрат, і заявив, що понад 1000 солдатів були вбиті або поранені в боях в Курській області за тиждень.
Трьох капітанів російської окупаційної армії ліквідували високоточним ударом на Запоріжжі. У ГУР розповіли, що спочатку їхні співробітники здобули інформацію щодо запланованої зустрічі за участю офіцерів командування 4-ї гвардійської військової бази окупаційних сил РФ, які беруть участь у війні проти України у Запорізькій області, та ще 150 солдат. ЗС РФ атакували селище Білозерка у Херсонському районі, серед поранених були діти.
ЗСУ зірвали спробу росіян закріпитися на Козачий острів у дельті Дніпра, супротивник зазнав втрат у техніці, зокрема катерах, суднах і особовому складі.
Європейський інвестиційний банк виділив Україні 55 млн євро для відновлення шкіл, лікарень, житла та критичної інфраструктури в 12 областях.

### 28 грудня
Повітряні сили ЗСУ знищили 15 з 16 ворожих БпЛА типу «Shahed» над Миколаївською областю. Внаслідок падіння збитих дронів пошкоджено багатоповерхівку та підприємство в Миколаєві, постраждалих немає.
Губернатор Олександр Гусєв заявив, що вранці російська протиповітряна оборона збила понад 10 безпілотників над Воронезькою областю, а уламки одного з перехоплених безпілотників пошкодили залізничну колію.
За даними ISW, російські війська просунулися поблизу Кремінної, Сіверська, Торецька та Курахового.
РФ здійснила артилерійський обстріл Білозерки в Херсонській області, в результаті якого поранення отримали вісім осіб, у тому числі двоє підлітків у віці 15 і 16 років.
На залізничній станції Воскресенська у Московській області стався вибух, знищено вагони вантажного поїзда. Росія використовувала їх для забезпечення логістики окупаційної армії.
У Татарстані значно збільшилося виробництво ударних і розвідувальних безпілотників іранської розробки. Вони збираються  на заводі в особливій економічній зоні Алабуга, повідомляє СNN.
Греція погодилася надати Україні 24 ракети RIM-7 Sea Sparrow для захисту від російських повітряних ударів. Ракети, які використовувалися майже 40 років, були передані зі складів ВМС і ВПС Греції, де вони були визнані непотрібними для оперативного використання за грецькими військовими стандартами. Міністр оборони Рустем Умєров заявив, що безпілотники українського виробництва становили 96,2 % від усіх БпЛА, які використовували військові у 2024 році.
Втрата Росією 421 000 військовослужбовців у 2024 році була найвищою ціною з початку вторгнення в Україну, ЗСУ зберегли контроль над стратегічно важливими районами, убезпечила західну частину Чорного моря і послабила військово-промисловий потенціал противника.

### 29 грудня
За добу ЗС РФ втратили 1730 солдат, загальні втрати РФ з початку повномасштабної війни склали 785 930 військових.
Вночі росіяни здійснили пуски шести зенітних керованих ракет С-300/С-400 із Бєлгородської області по Курській та Сумській областях, та 10 ударними БпЛА типу «Shahed» і безпілотниками інших типів із тимчасово окупованого Криму. Над Миколаївською областю було збити 9 БпЛА.
Президент Зеленський засудив погрозу прем'єр-міністра Словаччини Роберта Фіцо припинити аварійне постачання електроенергії в Україну цієї зими, якщо Україна й надалі відмовлятиметься продовжувати угоду про транзит російського газу. Зеленський назвав Фіцо людиною, яка, вочевидь, виконує наказ президента Володимира Путіна відкрити другий енергетичний фронт проти України за рахунок словаків.
Українська розвідка заявила про знищення чотирьох телекомунікаційних установок російського оператора зв'язку «Фенікс», які використовувалися російською армією в окупованій Донецькій області. Також було знищено обладнання мобільного зв'язку в Ленінградській області та три залізничні релейні шафи в Ярославській області для управління залізничним рухом.
Міністр оборони Рустем Умєров заявив, що Україна отримала понад 150 мільйонів євро від Данії, Франції та Литви на підтримку своєї оборонної промисловості, включаючи виробництво безпілотників, ракет і далекобійної артилерії. Данія надала 111 млн євро для забезпечення української армії сучасними боєприпасами вітчизняного виробництва, Франція — 29 млн євро для посилення безпеки і оборони України, а Литва — 10 млн євро для розвитку оборонної промисловості України.

### 30 грудня
За добу ЗС РФ втратили 2010 солдатів, також ЗСУ знищили сім танків. ЗС РФ з дрона атакували працівників комунальних підприємств у Херсоні, працівники отримали поранення. За даними ISW, ЗСУ повернули втрачені позиції біля Часового Яру, Торецького та Покровська, а ЗС РФ просунулися в Курській області та навколо Торецького, Покровська, Курахового, Вугледара та Великих Новосалок .
За даними РФ, зранку в районі села Мамай Брянської області нафтопровід «Дружба» був атакований українськими безпілотниками (імовірно, ракетним безпілотником «Пекло»), і було частково зруйновано «технічну будівлю». В.о. губернатора Олександр Хінштейн повідомив про іншу українську атаку на Льгов у Курській області без жертв. Радник мера Маріуполя Петро Андрющенко повідомив, що вночі українські бойовики підпалили два локомотиви в Московській області, які прямували на окуповані українські території.
Між Україною та Росією відбувся одинадцятий у 2024 році обмін полоненими, в рамках якого 189 українських громадян повернулися додому. Координаційний штаб з питань поводження із військовополоненими деталізує, що з полону повернулися 87 військовослужбовців ЗСУ (з них 17 — ТрО), 43 військовослужбовці НГУ, 33 прикордонники та 24 військовослужбовці ВМС.
Т.в.о. губернатора Курської області Хінштейн заявив про обстріл Льгова. За його завами, було ліквідовано 8 військових, включно з двома підполковниками 76-ї псковської дивізії ВДВ РФ — Начальник зв'язку Валєрій Тєрєщєнко та командир інженерного батальйону Павєл Малєцкий, ще 22 отримали поранення.
Президент України Зеленський призначив військовим омбудсменом Ольгу Решетилову.
Президент США Джо Байден оголосив про виділення $2,5 млрд на безпекову допомогу Україні.
Уряд Латвії підготував до передачі Україні велику партію безпілотних літальних апаратів. Про це інформував латвійський міністр оборони Андріс Спрудс.
Від початку роботи ухвалено понад п'ять тисяч позитивних рішень щодо переведень українських військових, які у застосунку Армія+ скористались функцією подачі рапорту на зміну місця служби.

### 31 грудня
За добу ЗС РФ втратили 1610 солдатів, 5 танків і 27 бойових броньованих машин. Вночі супротивник застосував 61 засіб повітряного нападу: 6 балістичних ракет Іскандер-М/KN-23, 1 аеробалістична ракета Х-47М2 Кинджал, 6 керованих авіаційних ракет Х-69, 8 крилатих ракет Х-22, 40 ударних БпЛА типу Shahed і безпілотників-імітаторів інших типів. Збито: 1 аеробалістичну ракету Х-47М2, 5 авіаційних ракет Х-69, 16 ударних БпЛА типу Shahed, ще 24 безпілотники-імітатори локаційно втрачені (без негативних наслідків). Внаслідок атаки є влучання балістикою на Сумщині та Київщині.
Міністерство оборони Росії заявило, що вночі протиповітряна оборона нібито знищила 68 безпілотників над територією РФ і тимчасово окупованого Криму. Зазначається, що 25 БпЛА нібито збили над Брянською областю, 17 — над Кримом, 11 — над Краснодарським крем, 10 — над Смоленською областю, два — над Тверською областю, і по одному — над Ростовською, Курською та Калузькою областями.
Вночі нафтобазу у Ярцевському районі Смоленської області атакували безпілотники, після чого там спалахнула пожежа, повідомляють російські ЗМІ із посиланням на місцеву владу. Також повідомляється, що окрім Смоленської області, атака здійснювалася на Орел.

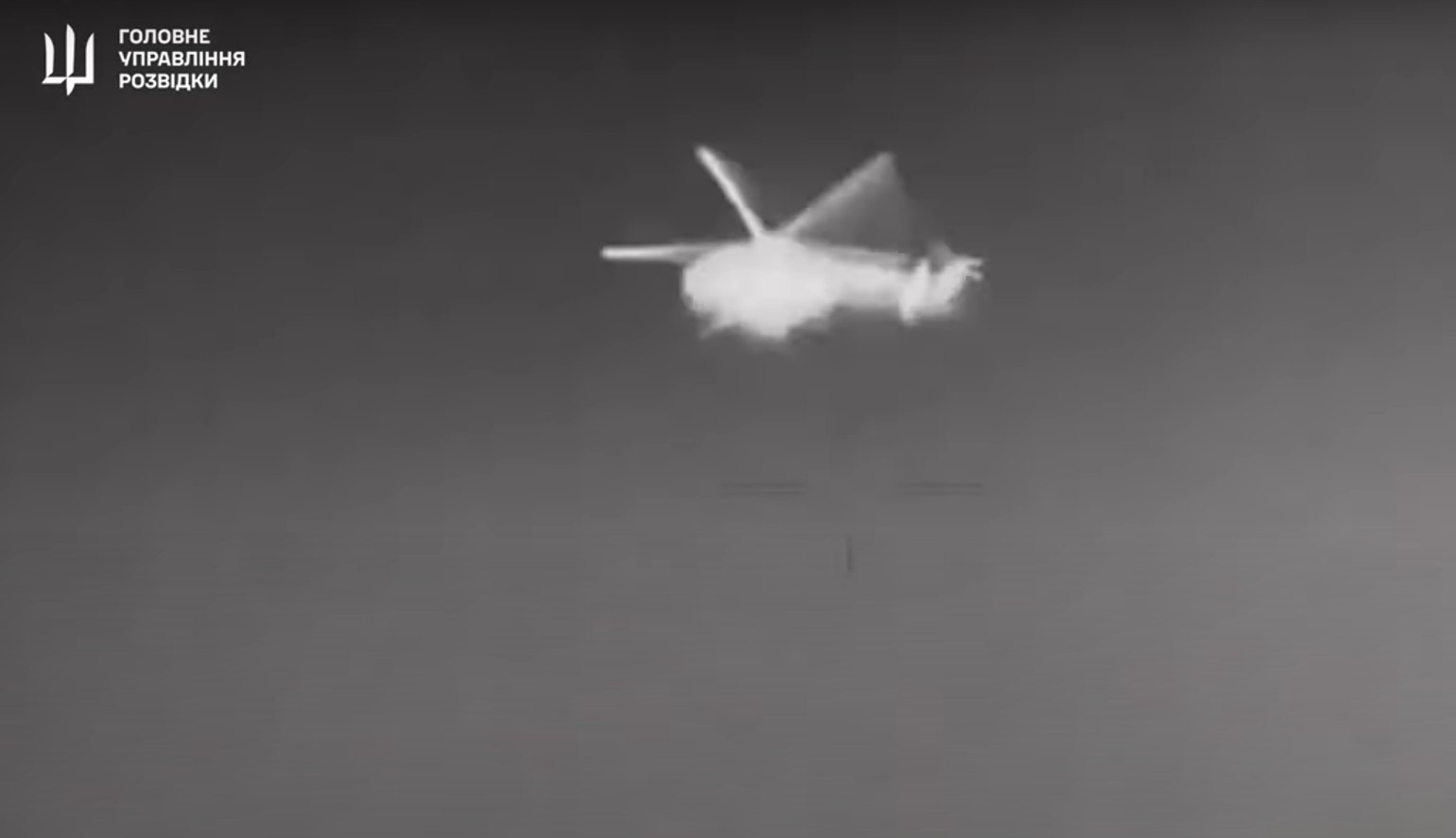
Російський вертоліт Мі-8, який відстежує морський безпілотник Magura V5 за хвилини до ураження.

Бійці спецпідрозділу ГУР МО Group 13 вперше в історії знищили повітряну ціль за допомогою ударного морського дрона Magura V5, оснащеного ракетним озброєнням. Під час бою в Чорному морі поблизу мису Тарханкут у тимчасово окупованому Криму, ракети Р-73 SeeDragon знищили російський гелікоптер Мі-8. Інший ворожий вертоліт отримав пошкодження, але зміг повернутися на базовий аеродром.
З'явилися повідомлення про вибухи в Козачій бухті в Криму після удару безпілотника. Проросійський губернатор Михайло Развожаєв заявив, що над Севастополем нібито було збито два безпілотники. Місцеві жителі повідомили про знищення ракетного комплексу «Тор» і вибухи в Севастополі, спричинені морськими безпілотниками.
За даними ISW, російські війська захопили 4168 км2, що складаються переважно з полів і невеликих населених пунктів в Україні та Курській області, що, як повідомляється, коштуватиме Росії понад 420 000 жертв у 2024 році. Російське командування визначило своїм пріоритетом захоплення решти Донецької області та створення буферної зони на півночі Харківської області у 2024 році, але не змогло досягти цих цілей. Цього року російські війська захопили чотири середніх міста: Авдіївка, Селидове, Вугледар і Курахове, найбільше з яких до війни мало населення трохи більше 31 000 осіб. Росіянам знадобилося б трохи більше двох років, щоб захопити решту Донецької області за темпів просування 2024 року, якщо припустити, що всі їхні наступальні дії будуть обмежені Донецьком, що вони зможуть захопити великі міські райони так само легко, як і маленькі села і поля, і що українці не будуть проводити значних контрнаступів у Донецьку. Однак українські війська ще не зупинили просування російських військ у пріоритетних секторах, і західна допомога залишається вирішальною для здатності України стабілізувати лінію фронту у 2025 році. Тим часом українські війська просунулися в напрямку Кремінної та в Курській області, а російські війська — в напрямку Кремінної, Сіверська, Часів Яру, Покровська та Курахового. Російські війська заявили, що вони захопили місто Воздвиженка, тоді як український військовий спостерігач повідомив, що росіяни захопили місто Новоєлизаветівка; обидва міста знаходяться в Донецькій області.
Росіяни ввечері завдали ракетного удару по середмістю Запоріжжя. Внаслідок влучення зазнала руйнувань будівля приватної клініки та розташоване поруч кафе.
Італія оголосила про виділення 13 мільйонів євро у Фонд підтримки енергетики України на доручення від міністра закордонних справ Антоніо Таяні.
Уряд США оголосив про запровадження санкцій проти двох організацій в Ірані й Росії та однієї особи, пов'язаних із Корпусом вартових ісламської революції та ГРУ РФ. До списку санкцій доданий Центр виробництва когнітивного дизайну (CDPC) — дочірня організація КВІР. CDPC з 2023 року планував операції впливу на американський електорат. Санкції введені також проти Московського центру геополітичної експертизи, заснованого Олекскандром Дугіним. Центр використовував інструменти штучного інтелекту та напряму взаємодіяв із підрозділом ГРУ, який займається диверсіями, операціями політичного втручання та кібернападами. Обмеження введені й проти директора цього центру Валерія Коровіна.
Міністр енергетики Герман Галущенко заявив, що попередня погроза прем'єр-міністра Словаччини Роберта Фіцо розглянути можливість припинення аварійних поставок енергоносіїв в Україну, якщо вона продовжуватиме відмовлятися продовжувати угоду про транзит російського природного газу, термін дії якої закінчується 31 грудня 2024 року, не спрацює, і що потенційні дії Фіцо «порушуватимуть правила» Європейського Союзу. Крім того, Україна могла б компенсувати будь-які перебої за рахунок імпорту електроенергії з Румунії та Польщі.
Про події наступного місяця — див. у статті Хронологія російського вторгнення в Україну (січень 2025).